# Gare de Théoule-sur-Mer
La gare de Théoule-sur-Mer est une gare ferroviaire française de la ligne de Marseille-Saint-Charles à Vintimille (frontière), située sur le territoire de la commune de Théoule-sur-Mer, dans le département des Alpes-Maritimes en région Provence-Alpes-Côte d'Azur.
C'est une halte ferroviaire de la Société nationale des chemins de fer français (SNCF), desservie par des trains TER Provence-Alpes-Côte d'Azur.

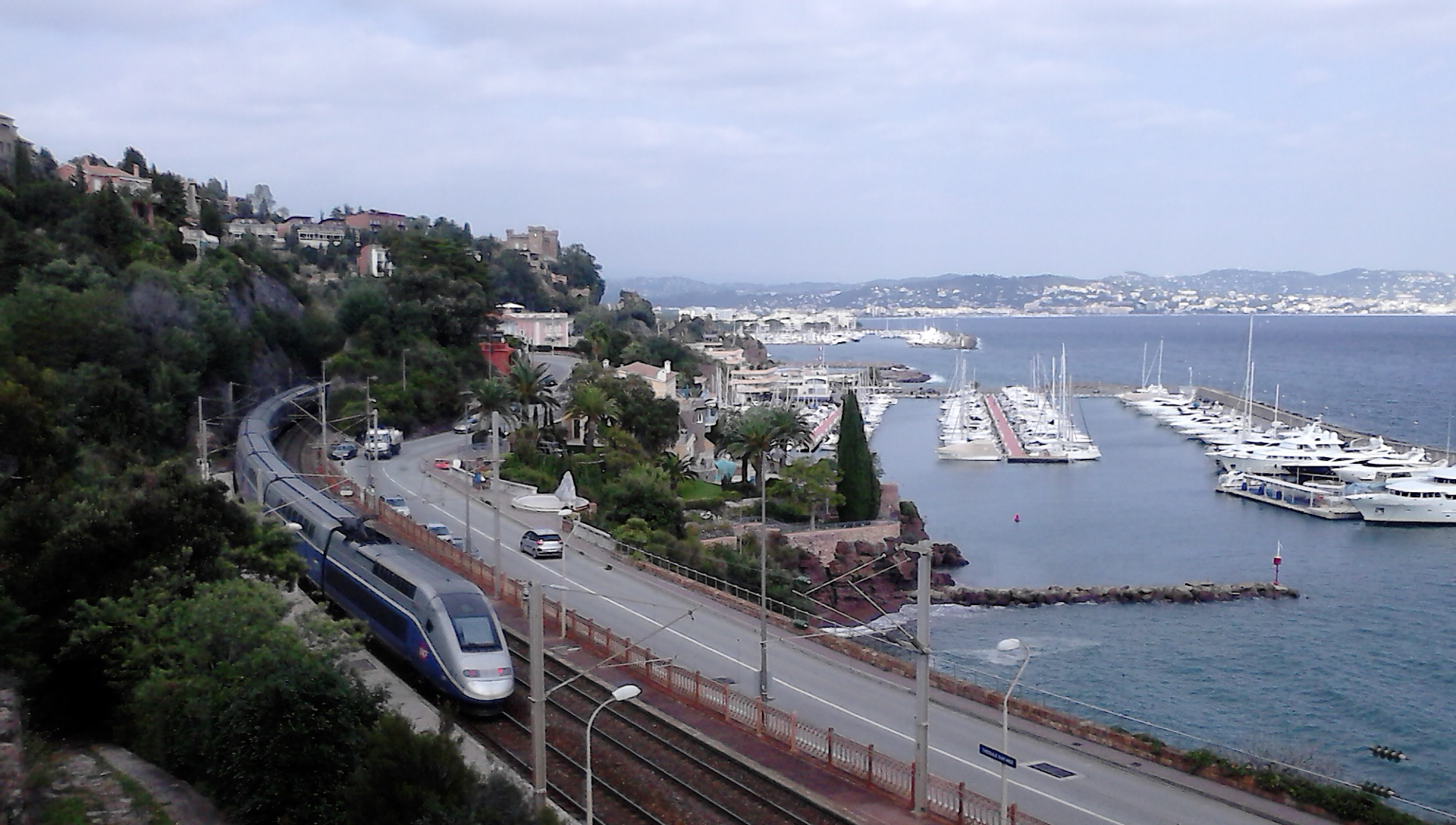
Un TGV Duplex de passage en direction de Cannes et Nice.

## Situation ferroviaire
Établie à 19 m d'altitude, la gare de Théoule-sur-Mer est située au point kilométrique (PK) 184,244 de la Ligne de Marseille-Saint-Charles à Vintimille (frontière), entre les gares du Trayas et de Mandelieu-la-Napoule.

## Fréquentation
De 2015 à 2023, selon les estimations de la SNCF, la fréquentation annuelle de la gare s'élève aux nombres indiqués dans le tableau ci-dessous.
| Année     | 2015   | 2016   | 2017   | 2018   | 2019   | 2020   | 2021   | 2022   | 2023   |
| --------- | ------ | ------ | ------ | ------ | ------ | ------ | ------ | ------ | ------ |
| Voyageurs | 18 791 | 16 923 | 10 507 | 10 721 | 14 349 | 12 268 | 17 608 | 19 850 | 25 443 |

## Service des voyageurs

### Accueil
Halte SNCF, c'est un point d'arrêt non géré (PANG) à entrée libre.

### Desserte
Théoule-sur-Mer est desservie par des trains TER Provence-Alpes-Côte d'Azur, qui effectuent des missions entre Les Arcs - Draguignan et Nice-Ville.

### Intermodalité
Un parking est aménagé. Des bus desservent la gare.